# Мбале
Мбале (англ. Mbale) — город в Уганде, расположен в Восточной области и является муниципальным, административным и коммерческим центром одноимённого округа и окружающего региона.

## Географическое положение
Высота центра НП составляет 1168 метров над уровнем моря.

## Население
Согласно национальной переписи 2002 года, в Мбале проживают примерно 71 130 человек. В 2010 году угандское бюро статистики оценивало численность населения города в 81 900 человек. В середине 2011 года по сведениям того же бюро в городе проживало 91 800 человек. Национальная перепись населения 2014 года определила количество жителей в 96 189 человек.

## Города-побратимы
Мбале формально был городом-побратимым Понтиприт, Уэльс после проведенных местных и региональных церемоний в 2005 году. Связь между городами должна была помочь связать профессиональных работников и организации в Понтиприте с их коллегами в Африке, под покровительством благотворительной организации «Partnerships Overseas Networking Trust».

## Климат
| Показатель                    | Янв. | Фев. | Март | Апр.  | Май   | Июнь  | Июль  | Авг.  | Сен.  | Окт.  | Нояб. | Дек. | Год    |
| ----------------------------- | ---- | ---- | ---- | ----- | ----- | ----- | ----- | ----- | ----- | ----- | ----- | ---- | ------ |
| Средний суточный максимум, °C | 31,7 | 31,4 | 30,5 | 29,0  | 28,3  | 28,2  | 27,5  | 27,9  | 28,6  | 28,9  | 29,4  | 30,0 | 29,3   |
| Средняя температура, °C       | 24,0 | 24,2 | 23,9 | 23,2  | 22,8  | 22,5  | 22,0  | 22,1  | 22,4  | 22,5  | 22,9  | 23,2 | 23,0   |
| Средний суточный минимум, °C  | 16,4 | 17,0 | 17,2 | 17,5  | 17,3  | 16,7  | 16,5  | 16,3  | 16,2  | 16,2  | 16,4  | 16,3 | 16,7   |
| Норма осадков, мм             | 36,7 | 60,5 | 96,2 | 169,6 | 187,1 | 109,1 | 112,5 | 122,8 | 101,1 | 109,6 | 91,1  | 44,8 | 1241,4 |
| Источник: ,                   |      |      |      |       |       |       |       |       |       |       |       |      |        |

## Демография
Население города по годам:
| 1969   | 1982   | 1991   | 2002   | 2010   |
| ------ | ------ | ------ | ------ | ------ |
| 23 544 | 28 039 | 53 987 | 70 437 | 80 723 |

## В кино
В Мбале происходит действие начала фильма о Джеймсе Бонде «Казино „Рояль“».